# سپیدامرودسانان
سِپیداَمرودسانان (نام علمی: Icacinales) نام یک راسته از آستریدها است.